# 샤론 스몰
샤론 스몰(Sharon Small, 1967년 1월 1일 ~ )은 영국의 영화배우, 연극 배우이다.
글래스고에서 태어났다.

## 방송
- 미스트리스 시즌3
- 미스트리스 시즌2
- 미스트리스 시즌1

## 영화
- 슬링샷 (2018년) - 캐스 역
- 인비저블 (2013년) - 루비 역
- 미스트리스 시즌3 (2010년)
- 디어 프랭키 (2004년)
- 어바웃 어 보이 (2002년)